# Schlacht bei Pelusium
In der Schlacht bei Pelusium besiegte im Mai 525 v. Chr. der Perserkönig Kambyses II. auf dem Sinai den altägyptischen (saïtischen) Pharao Psammetich III. und eroberte Ägypten. Lediglich Memphis konnte noch einige Zeit Widerstand leisten.
Nach Herodot III,10 lagerte der ägyptische Pharao am pelusischen Mündungsarm des Nils (bei Tanis), um Kambyses II. zu erwarten. Pelusium war eine strategisch wichtige Grenzstadt, die den Handelsverkehr zwischen Ägypten und Asien kontrollierte. An dieser Grenzbefestigung waren etwa 4.000–5.000 Soldaten stationiert. Das ägyptische Heer wird mit etwa 30.000 Mann veranschlagt, das persische Heer dürfte nicht kleiner gewesen sein. Der Verrat des ägyptischen Truppenführers Phanes aus Halikarnassos (III,4) – die Hauptstreitmacht des Psammetich III. bestand aus griechischen Söldnern –, der ein Bündnis der Perser mit den Arabern empfahl und die Verteidigungsanlagen der Ägypter verriet, spielte beim Schlachtausgang eine wichtige Rolle. Über Verluste der Parteien bei dieser Schlacht ist nichts überliefert.